# آرپانگازیا
آرپانگازیا (به لاتین: Arpangasia) یک منطقهٔ مسکونی در بنگلادش است که در Arpangashia Union واقع شده‌است.